# Windpark Salzgitter
Der Windpark Salzgitter ist ein Windpark in Salzgitter in Niedersachsen. Er wurde im Jahr 2020 errichtet und besteht aus 7 Vestas V136-4.2MW. Alle Anlagen haben eine Nabenhöhe von 166 Metern und eine Gesamthöhe von 234 Metern. Die Anlagen stehen auf dem Betriebsgelände der Salzgitter Flachstahl GmbH und in unmittelbarer Nähe der A 39.

## Geschichte
Der Windpark wurde im Jahr 2019 genehmigt. Die ersten Bauvorbereitungen fanden im Januar 2020 statt. Der Baubeginn der Fundamente fand im März 2020 statt, der Turmbau begann im Mai 2020.

## Anlagendaten
| Anlagentyp | Nennleistung | Rotordurchmesser | Nabenhöhe | Gesamthöhe | Anzahl |
| ---------- | ------------ | ---------------- | --------- | ---------- | ------ |
| V136-4.2MW | 4200 kW      | 136 m            | 166 m     | 234 m      | 7      |